# Codici nazionali della FIFA
La FIFA assegna un codice di tre lettere, detto trigramma FIFA, a ciascun suo paese membro e non-membro. Questi sono i codici ufficiali usati dalla FIFA e dalle sue confederazioni continentali (AFC, CAF, CONCACAF, CONMEBOL, OFC e UEFA) come nomi abbreviativi dei paesi e dipendenze nelle competizioni ufficiali.

## Codici dei membri FIFA
Ci sono attualmente 211 membri FIFA, ognuno con il suo codice univoco.
| Paese                     | Codice | Calcio                    |
| ------------------------- | ------ | ------------------------- |
| Afghanistan               | AFG    | Afghanistan               |
| Albania                   | ALB    | Albania                   |
| Algeria                   | ALG    | Algeria                   |
| Andorra                   | AND    | Andorra                   |
| Angola                    | ANG    | Angola                    |
| Anguilla                  | AIA    | Anguilla                  |
| Antigua e Barbuda         | ATG    | Antigua e Barbuda         |
| Arabia Saudita            | KSA    | Arabia Saudita            |
| Argentina                 | ARG    | Argentina                 |
| Armenia                   | ARM    | Armenia                   |
| Aruba                     | ARU    | Aruba                     |
| Australia                 | AUS    | Australia                 |
| Austria                   | AUT    | Austria                   |
| Azerbaigian               | AZE    | Azerbaigian               |
| Bahamas                   | BAH    | Bahamas                   |
| Bahrein                   | BHR    | Bahrein                   |
| Bangladesh                | BAN    | Bangladesh                |
| Barbados                  | BRB    | Barbados                  |
| Belgio                    | BEL    | Belgio                    |
| Belize                    | BLZ    | Belize                    |
| Benin                     | BEN    | Benin                     |
| Bermuda                   | BER    | Bermuda                   |
| Bhutan                    | BHU    | Bhutan                    |
| Bielorussia               | BLR    | Bielorussia               |
| Birmania                  | MYA    | Birmania                  |
| Bolivia                   | BOL    | Bolivia                   |
| Bosnia ed Erzegovina      | BIH    | Bosnia ed Erzegovina      |
| Botswana                  | BOT    | Botswana                  |
| Brasile                   | BRA    | Brasile                   |
| Brunei                    | BRU    | Brunei                    |
| Bulgaria                  | BUL    | Bulgaria                  |
| Burkina Faso              | BFA    | Burkina Faso              |
| Burundi                   | BDI    | Burundi                   |
| Cambogia                  | CAM    | Cambogia                  |
| Camerun                   | CMR    | Camerun                   |
| Canada                    | CAN    | Canada                    |
| Capo Verde                | CPV    | Capo Verde                |
| Ciad                      | CHA    | Ciad                      |
| Cile                      | CHI    | Cile                      |
| Cina                      | CHN    | Cina                      |
| Cipro                     | CYP    | Cipro                     |
| Colombia                  | COL    | Colombia                  |
| Comore                    | COM    | Comore                    |
| Corea del Nord            | PRK    | Corea del Nord            |
| Corea del Sud             | KOR    | Corea del Sud             |
| Costa d'Avorio            | CIV    | Costa d'Avorio            |
| Costa Rica                | CRC    | Costa Rica                |
| Croazia                   | CRO    | Croazia                   |
| Cuba                      | CUB    | Cuba                      |
| Curaçao                   | CUW    | Curaçao                   |
| Danimarca                 | DEN    | Danimarca                 |
| Dominica                  | DMA    | Dominica                  |
| Ecuador                   | ECU    | Ecuador                   |
| Egitto                    | EGY    | Egitto                    |
| El Salvador               | SLV    | El Salvador               |
| Emirati Arabi Uniti       | UAE    | Emirati Arabi Uniti       |
| Eritrea                   | ERI    | Eritrea                   |
| Estonia                   | EST    | Estonia                   |
| Etiopia                   | ETH    | Etiopia                   |
| Figi                      | FIJ    | Figi                      |
| Filippine                 | PHI    | Filippine                 |
| Finlandia                 | FIN    | Finlandia                 |
| Francia                   | FRA    | Francia                   |
| Gabon                     | GAB    | Gabon                     |
| Galles                    | WAL    | Galles                    |
| Gambia                    | GAM    | Gambia                    |
| Georgia                   | GEO    | Georgia                   |
| Germania                  | GER    | Germania                  |
| Ghana                     | GHA    | Ghana                     |
| Giamaica                  | JAM    | Giamaica                  |
| Giappone                  | JPN    | Giappone                  |
| Gibilterra                | GIB    | Gibilterra                |
| Gibuti                    | DJI    | Gibuti                    |
| Giordania                 | JOR    | Giordania                 |
| Grecia                    | GRE    | Grecia                    |
| Grenada                   | GRN    | Grenada                   |
| Guam                      | GUM    | Guam                      |
| Guatemala                 | GUA    | Guatemala                 |
| Guinea                    | GUI    | Guinea                    |
| Guinea-Bissau             | GNB    | Guinea-Bissau             |
| Guinea Equatoriale        | EQG    | Guinea Equatoriale        |
| Guyana                    | GUY    | Guyana                    |
| Haiti                     | HAI    | Haiti                     |
| Honduras                  | HON    | Honduras                  |
| Hong Kong                 | HKG    | Hong Kong                 |
| India                     | IND    | India                     |
| Indonesia                 | IDN    | Indonesia                 |
| Inghilterra               | ENG    | Inghilterra               |
| Iran                      | IRN    | Iran                      |
| Iraq                      | IRQ    | Iraq                      |
| Irlanda                   | IRL    | Irlanda                   |
| Irlanda del Nord          | NIR    | Irlanda del Nord          |
| Islanda                   | ISL    | Islanda                   |
| Isole Cayman              | CAY    | Isole Cayman              |
| Isole Cook                | COK    | Isole Cook                |
| Isole Fær Øer             | FRO    | Fær Øer                   |
| Isole Salomone            | SOL    | Isole Salomone            |
| Isole Turks e Caicos      | TCA    | Turks e Caicos            |
| Isole Vergini Americane   | VIR    | Isole Vergini Americane   |
| Isole Vergini britanniche | VGB    | Isole Vergini Britanniche |
| Israele                   | ISR    | Israele                   |
| Italia                    | ITA    | Italia                    |
| Kazakistan                | KAZ    | Kazakistan                |
| Kenya                     | KEN    | Kenya                     |
| Kirghizistan              | KGZ    | Kirghizistan              |
| Kosovo                    | KVX    | Kosovo                    |

| Paese                            | Codice | Calcio                    |
| -------------------------------- | ------ | ------------------------- |
| Kuwait                           | KUW    | Kuwait                    |
| Laos                             | LAO    | Laos                      |
| Lesotho                          | LES    | Lesotho                   |
| Lettonia                         | LVA    | Lettonia                  |
| Libano                           | LBN    | Libano                    |
| Liberia                          | LBR    | Liberia                   |
| Libia                            | LBY    | Libia                     |
| Liechtenstein                    | LIE    | Liechtenstein             |
| Lituania                         | LTU    | Lituania                  |
| Lussemburgo                      | LUX    | Lussemburgo               |
| Macao                            | MAC    | Macao                     |
| Macedonia del Nord               | MKD    | Macedonia del Nord        |
| Madagascar                       | MAD    | Madagascar                |
| Malawi                           | MWI    | Malawi                    |
| Maldive                          | MDV    | Maldive                   |
| Malaysia                         | MAS    | Malaysia                  |
| Mali                             | MLI    | Mali                      |
| Malta                            | MLT    | Malta                     |
| Marocco                          | MAR    | Marocco                   |
| Mauritania                       | MTN    | Mauritania                |
| Mauritius                        | MRI    | Mauritius                 |
| Messico                          | MEX    | Messico                   |
| Moldavia                         | MDA    | Moldavia                  |
| Mongolia                         | MGL    | Mongolia                  |
| Montenegro                       | MNE    | Montenegro                |
| Montserrat                       | MSR    | Montserrat                |
| Mozambico                        | MOZ    | Mozambico                 |
| Namibia                          | NAM    | Namibia                   |
| Nepal                            | NEP    | Nepal                     |
| Nicaragua                        | NCA    | Nicaragua                 |
| Niger                            | NIG    | Niger                     |
| Nigeria                          | NGA    | Nigeria                   |
| Norvegia                         | NOR    | Norvegia                  |
| Nuova Caledonia                  | NCL    | Nuova Caledonia           |
| Nuova Zelanda                    | NZL    | Nuova Zelanda             |
| Oman                             | OMA    | Oman                      |
| Paesi Bassi                      | NED    | Paesi Bassi               |
| Pakistan                         | PAK    | Pakistan                  |
| Stato di Palestina               | PLE    | Palestina                 |
| Panama                           | PAN    | Panama                    |
| Papua Nuova Guinea               | PNG    | Papua Nuova Guinea        |
| Paraguay                         | PAR    | Paraguay                  |
| Perù                             | PER    | Perù                      |
| Polonia                          | POL    | Polonia                   |
| Portogallo                       | POR    | Portogallo                |
| Porto Rico                       | PUR    | Porto Rico                |
| Qatar                            | QAT    | Qatar                     |
| Repubblica Ceca                  | CZE    | Rep. Ceca                 |
| Repubblica Centrafricana         | CTA    | Rep. Centrafricana        |
| Repubblica del Congo             | CGO    | Rep. del Congo            |
| Repubblica Democratica del Congo | COD    | RD del Congo              |
| Repubblica Dominicana            | DOM    | Rep. Dominicana           |
| Romania                          | ROU    | Romania                   |
| Russia                           | RUS    | Russia                    |
| Ruanda                           | RWA    | Ruanda                    |
| Saint Kitts e Nevis              | SKN    | Saint Kitts e Nevis       |
| Saint Lucia                      | LCA    | Saint Lucia               |
| Saint Vincent e Grenadine        | VIN    | Saint Vincent e Grenadine |
| Samoa                            | SAM    | Samoa                     |
| Samoa Americane                  | ASA    | Samoa Americane           |
| San Marino                       | SMR    | San Marino                |
| São Tomé e Príncipe              | STP    | São Tomé e Príncipe       |
| Scozia                           | SCO    | Scozia                    |
| Senegal                          | SEN    | Senegal                   |
| Serbia                           | SRB    | Serbia                    |
| Seychelles                       | SEY    | Seychelles                |
| Sierra Leone                     | SLE    | Sierra Leone              |
| Singapore                        | SIN    | Singapore                 |
| Siria                            | SYR    | Siria                     |
| Slovacchia                       | SVK    | Slovacchia                |
| Slovenia                         | SVN    | Slovenia                  |
| Somalia                          | SOM    | Somalia                   |
| Spagna                           | ESP    | Spagna                    |
| Sri Lanka                        | SRI    | Sri Lanka                 |
| Stati Uniti                      | USA    | Stati Uniti               |
| Sudafrica                        | RSA    | Sudafrica                 |
| Sudan                            | SUD    | Sudan                     |
| Sudan del Sud                    | SSD    | Sudan del Sud             |
| Suriname                         | SUR    | Suriname                  |
| Svezia                           | SWE    | Svezia                    |
| Svizzera                         | SUI    | Svizzera                  |
| Swaziland                        | SWZ    | eSwatini                  |
| Tagikistan                       | TJK    | Tagikistan                |
| Tahiti                           | TAH    | Tahiti                    |
| Taiwan (Taipei Cinese)           | TPE    | Taipei cinese             |
| Tanzania                         | TAN    | Tanzania                  |
| Thailandia                       | THA    | Thailandia                |
| Timor Est                        | TLS    | Timor Est                 |
| Togo                             | TOG    | Togo                      |
| Tonga                            | TGA    | Tonga                     |
| Trinidad e Tobago                | TRI    | Trinidad e Tobago         |
| Tunisia                          | TUN    | Tunisia                   |
| Turchia                          | TUR    | Turchia                   |
| Turkmenistan                     | TKM    | Turkmenistan              |
| Ucraina                          | UKR    | Ucraina                   |
| Uganda                           | UGA    | Uganda                    |
| Ungheria                         | HUN    | Ungheria                  |
| Uruguay                          | URU    | Uruguay                   |
| Uzbekistan                       | UZB    | Uzbekistan                |
| Vanuatu                          | VAN    | Vanuatu                   |
| Venezuela                        | VEN    | Venezuela                 |
| Vietnam                          | VIE    | Vietnam                   |
| Yemen                            | YEM    | Yemen                     |
| Zambia                           | ZAM    | Zambia                    |
| Zimbabwe                         | ZIM    | Zimbabwe                  |

## Codici dei non-membri FIFA usati dalla FIFA o dalle confederazioni
I codici seguenti si riferiscono a paesi o territori dipendenti che attualmente non sono affiliati alla FIFA, ma appaiono negli archivi della FIFA o sono usati regolarmente dalle confederazioni.
| Paese                | Codice | Calcio             |
| -------------------- | ------ | ------------------ |
| Bonaire 2            | BOE    | Bonaire            |
| Catalogna            | CAT    | Catalogna          |
| Guadalupa 2          | GPE    | Guadalupa          |
| Guyana francese 2    | GYF    | Guyana francese    |
| Martinica 2          | MTQ3   | Martinica          |
| Principato di Monaco | MCO    | Monaco             |
| Réunion 1            | REU    | La Riunione        |
| Sint Maarten 2       | SXM    | Sint Maarten       |
| Zanzibar 1           | ZAN    | Zanzibar           |
| Città del Vaticano   | VAT    | Città del Vaticano |

- 1 Membri associati alla CAF.
- 2 Membri della CONCACAF.
- 3 CONCACAF ha usato anche MQE per Martinica in passato.

## Codici irregolari
I codici seguenti si riferiscono a paesi o territori dipendenti che attualmente non sono affiliati alla FIFA. Sebbene essi siano membri o associati alle loro confederazioni regionali, questi codici non sono regolarmente usati nelle comunicazioni della FIFA.
| Paese                          | Codice | Calcio                        |
| ------------------------------ | ------ | ----------------------------- |
| Isole Marianne Settentrionali3 | NMI    | Isole Marianne Settentrionali |
| Niue2                          | NIU    | Niue                          |
| Kiribati                       | KIR    | Kiribati                      |
| Palau2                         | PLW    | Palau                         |
| Saint-Martin1                  | SMT    | Saint-Martin                  |
| Stati Federati di Micronesia2  | FSM    | Micronesia                    |
| Tuvalu2                        | TUV    | Tuvalu                        |

- 1 Membri della CONCACAF
- 2 Membri associati dell'OFC
- 3 Membri associati dell'AFC

## Codici obsoleti
I codici seguenti sono obsoleti in quanto il paese ha cessato di esistere oppure ha cambiato nome o codice o è diventato parte di un altro paese.
| Paese                             | Codice | Calcio                            |
| --------------------------------- | ------ | --------------------------------- |
| Aden                              | ADE    | Aden                              |
| Alto Volta                        | UPV    | Alto Volta                        |
| Antille Olandesi                  | ANT    | Antille Olandesi                  |
| Birmania                          | BUR    | Birmania                          |
| Boemia                            | BOH    | Boemia                            |
| Borneo del Nord                   | NBO    | Borneo del Nord                   |
| Cecoslovacchia                    | TCH    | Cecoslovacchia                    |
| Ceylon                            | CEY    | Ceylon                            |
| Comunità degli Stati Indipendenti | CIS    | Comunità degli Stati Indipendenti |
| Repubblica del Congo              | COB    | Congo-Brazzaville                 |
| Repubblica Democratica del Congo  | CKN    | Congo-Léopoldville                |
| Costa d'Oro                       | GOC    | Costa d'Oro                       |
| Curaçao                           | CUR    | Curaçao                           |
| Dahomey                           | DAH    | Dahomey                           |
| Germania Est                      | GDR    | Germania Est                      |
| Germania Ovest                    | FRG    | Germania Ovest                    |
| Guiana Britannica                 | BGU    | Guyana britannica                 |
| Guiana Olandese                   | NGY    | Guyana olandese                   |
| Honduras Britannico               | BHO    | Honduras Britannico               |
| India Britannica                  | BIN    | India Britannica                  |
| Indie Orientali Olandesi          | DEI    | Indie orientali olandesi          |

| Paese                              | Codice | Calcio                  |
| ---------------------------------- | ------ | ----------------------- |
| Jugoslavia                         | YUG    | Jugoslavia              |
| Nuove Ebridi                       | HEB    | Nuove Ebridi            |
| Mandato britannico della Palestina | PAL    | Mandato di Palestina    |
| Repubblica Araba Unita             | UAR    | Rep. Araba Unita        |
| Repubblica Centrafricana           | CAF    | Rep. Centrafricana      |
| Rhodesia                           | RHO    | Rhodesia                |
| Rhodesia Meridionale               | SRH    | Rhodesia Meridionale    |
| Rhodesia Settentrionale            | NRH    | Rhodesia Settentrionale |
| Saarland                           | SAA    | Saar                    |
| Samoa Occidentali                  | WSM    | Samoa                   |
| Serbia e Montenegro                | SCG    | Serbia e Montenegro     |
| Siam                               | SIA    | Siam                    |
| Taiwan                             | TAI    | Taiwan                  |
| Tanganica                          | TAA    | Tanganica               |
| URSS                               | URS    | Unione Sovietica        |
| Vietnam del Nord                   | VNO    | Vietnam del Nord        |
| Vietnam del Sud                    | VSO    | Vietnam del Sud         |
| Yemen del Nord                     | NYE    | Yemen del Nord          |
| Yemen del Sud                      | SYE    | Yemen del Sud           |
| Zaire                              | ZAI    | Zaire                   |

## Differenze tra i codici FIFA e i codici CIO
Sebbene la gran parte dei codici FIFA sia uguali ai codici del Comitato Olimpico Internazionale (CIO) usati per i Giochi olimpici, ci sono alcune discrepanze:
| Paese                     | FIFA | CIO | ISO |
| ------------------------- | ---- | --- | --- |
| Antigua e Barbuda         | ATG  | ANT | ATG |
| Bahrein                   | BHR  | BRN | BHR |
| Barbados                  | BRB  | BAR | BRB |
| Belize                    | BLZ  | BIZ | BLZ |
| Burkina Faso              | BFA  | BUR | BFA |
| El Salvador               | SLV  | ESA | SLV |
| Guinea-Bissau             | GNB  | GBS | GNB |
| Guinea Equatoriale        | EQG  | GEQ | EQG |
| Indonesia                 | IDN  | INA | IDN |
| Iran                      | IRN  | IRI | IRN |
| Isole Vergini britanniche | VGB  | IVB | VGB |
| Isole Vergini Americane   | VIR  | ISV | VIR |
| Kosovo                    | KVX  | KOS | RKS |
| Lettonia                  | LVA  | LAT | LVA |
| Libia                     | LBY  | LBA | LBY |
| Malawi                    | MWI  | MAW | MWI |
| Nigeria                   | NGA  | NGR | NGA |
| Stato di Palestina        | PLE  | PLE | PSE |
| Repubblica Centrafricana  | CTA  | CAF | CAF |
| Repubblica del Congo      | CGO  | CGO | COG |
| Vietnam                   | VIE  | VIE | VMN |

Ci sono inoltre alcuni paesi che sono affiliati alla FIFA ma non al CIO, e viceversa:
- Affiliati FIFA, ma non membri CIO (11):
  - Anguilla
  - Galles
  - Gibilterra
  - Inghilterra
  - Irlanda del Nord
  - Isole Fær Øer
  - Isole Turks e Caicos
  - Macao
  - Montserrat
  - Nuova Caledonia
  - Scozia
  - Tahiti
- Membri CIO, ma non affiliati FIFA (8):
  - Isole Marshall
  - Kiribati
  - Nauru
  - Palau
  - Principato di Monaco
  - Regno Unito
  - Stati Federati di Micronesia
  - Tuvalu

## Differenze tra i codici FIFA e i codici ISO
Mentre molti codici FIFA sono identici ai corrispondenti codici CIO, ci sono molte più differenze con i codici stabiliti dal ISO, elencati nello standard 3166-1 alpha-3.